# Лахматов Віталій Олександрович
Віталій Олександрович Лахматов (нім. Vitali Lakhmatov; 27 червня 1981, Київ, Українська РСР, СРСР) — український і швейцарський хокеїст, крайній нападник.

## Спортивна кар'єра
Вихованець київського «Сокола». З 15-ти років грав за молодіжну команду швейцарського клубу «Амбрі-Піотта». Виступав за швейцарські клуби «Лейкербад», «Ла Шо-де-Фон», «Амбрі-Піотта», «Лангнау», ЦСК «Лайонс», «Фрібур-Готтерон», «Ред Айс» (Мартіньї), «Беллінцона» і «Сокіл» (Київ). Кольори української команди захищав у сезоні 2008/2009. Увійшов до п'ятірки найрезультативніших гравців клубу. У тому сезоні «Сокіл» виступав у другому дивізіоні чемпіонату Росії і на завершальному етапі чемпіонату України. У другому турнірі Лахматов з партнерами здобули перемоги над «Компаньйоном», АТЕКом і «Білим Барсом» у фіналі. 
2008 року став чемпіоном Швейцарії у складі цюрихської команди «Лайонс». У регулярному чемпіонаті Національної ліги «А» провів 553 матчі (69+136), у серії плей-оф — 80 (5+15). В сезоні 2000/2001 грав за національну збірну Швейцарії (2 гри). У складі молодіжної команди виступав на чемпіонаті світу 2001 року (6 місце).
Сумарна статистика у провідних швейцарських дивізіонах:
| Ліга                 | Сезони | І   | Г  | П   | О   | Штр |
| -------------------- | ------ | --- | -- | --- | --- | --- |
| Національна ліга «А» | 13     | 633 | 74 | 151 | 225 | 210 |
| Національна ліга «В» | 5      | 263 | 51 | 97  | 148 | 92  |

Посезонна статистика в Національній лізі «А»:
| Сезон                       | Клуб                        | Ліга                        | Регулярний сезон | Регулярний сезон | Регулярний сезон | Регулярний сезон | Регулярний сезон | Плей-оф | Плей-оф | Плей-оф | Плей-оф | Плей-оф |
| Сезон                       | Клуб                        | Ліга                        | І                | Г                | П                | О                | ШХ               | І       | Г       | П       | О       | ШХ      |
| --------------------------- | --------------------------- | --------------------------- | ---------------- | ---------------- | ---------------- | ---------------- | ---------------- | ------- | ------- | ------- | ------- | ------- |
| 1999-2000                   | «Амбрі-Піотта»              | LNA                         | 44               | 2                | 5                | 7                | 12               | 9       | 0       | 1       | 1       | 0       |
| 2000-2001                   | «Амбрі-Піотта»              | LNA                         | 34               | 3                | 6                | 9                | 6                | 5       | 0       | 1       | 1       | 0       |
| 2001-2002                   | «Амбрі-Піотта»              | LNA                         | 44               | 4                | 11               | 15               | 12               | 6       | 1       | 0       | 1       | 2       |
| 2002-2003                   | «Амбрі-Піотта»              | LNA                         | 42               | 8                | 16               | 24               | 16               | 4       | 0       | 0       | 0       | 4       |
| 2003-2004                   | «Амбрі-Піотта»              | LNA                         | 46               | 14               | 21               | 35               | 14               | 5       | 0       | 1       | 1       | 4       |
| 2004-2005                   | «Лангнау Тайгерс»           | LNA                         | 44               | 5                | 9                | 14               | 12               | 6       | 0       | 3       | 3       | 2       |
| 2005-2006                   | «Лангнау Тайгерс»           | LNA                         | 44               | 7                | 13               | 20               | 38               | 6       | 2       | 2       | 4       | 2       |
| Усього за «Лангнау»         | Усього за «Лангнау»         | Усього за «Лангнау»         | 88               | 12               | 22               | 34               | 50               | 12      | 2       | 5       | 7       | 4       |
| 2006-2007                   | ЦСК «Лайонс» (Цюрих)        | LNA                         | 44               | 6                | 14               | 20               | 14               | 6       | 0       | 1       | 1       | 2       |
| 2007-2008                   | ЦСК «Лайонс» (Цюрих)        | LNA                         | 50               | 5                | 8                | 13               | 16               | 17      | 1       | 4       | 5       | 6       |
| Усього за «Лайонс»          | Усього за «Лайонс»          | Усього за «Лайонс»          | 94               | 11               | 22               | 33               | 30               | 23      | 1       | 5       | 6       | 8       |
| 2009-2010                   | «Фрібур-Готтерон»           | LNA                         | 45               | 5                | 11               | 16               | 8                | 7       | 0       | 1       | 1       | 4       |
| 2010-2011                   | «Фрібур-Готтерон»           | LNA                         | 42               | 4                | 5                | 9                | 12               | -       | -       | -       | -       | -       |
| Усього за «Фрібур-Готтерон» | Усього за «Фрібур-Готтерон» | Усього за «Фрібур-Готтерон» | 87               | 9                | 16               | 25               | 20               | 7       | 0       | 1       | 1       | 4       |
| 2011-2012                   | «Амбрі-Піотта»              | LNA                         | 39               | 5                | 7                | 12               | 8                | 9       | 2       | 2       | 4       | 4       |
| 2012-2013                   | «Амбрі-Піотта»              | LNA                         | 35               | 1                | 9                | 10               | 14               | 5       | 1       | 0       | 1       | 0       |
| Усього за «Амбрі-Піотта»    | Усього за «Амбрі-Піотта»    | Усього за «Амбрі-Піотта»    | 284              | 37               | 75               | 112              | 82               | 43      | 4       | 5       | 9       | 14      |

За український клуб:
| Сезон     | Клуб             | Ліга    | Регулярний сезон | Регулярний сезон | Регулярний сезон | Регулярний сезон | Регулярний сезон | Плей-оф | Плей-оф | Плей-оф | Плей-оф | Плей-оф |
| Сезон     | Клуб             | Ліга    | І                | Г                | П                | О                | ШХ               | І       | Г       | П       | О       | ШХ      |
| --------- | ---------------- | ------- | ---------------- | ---------------- | ---------------- | ---------------- | ---------------- | ------- | ------- | ------- | ------- | ------- |
| 2008-2009 | «Сокіл» (Київ)   | Russia2 | 66               | 15               | 21               | 36               | 42               | 8       | 1       | 4       | 5       | 4       |
|           | «Сокіл-2» (Київ) | Ukraine | 0                | 0                | 0                | 0                | 0                | 4       | 0       | 6       | 6       | 0       |

## Досягнення
- Чемпіон Швейцарії (1): 2008
- Чемпіон України (1): 2009